# Allie DeBerry
Allie DeBerry, née le 26 octobre 1994 à Houston, est une actrice américaine.

## Biographie
Elle a eu quelques petits rôles avant de devenir l'une des actrices principales de Section Genius sur Disney Channel, jouant le rôle de Paisley. Elle était déjà apparue jouant le rôle de Destiny sur Disney channel dans un épisode de Shake It Up.

## Filmographie

### Films
| Année | Titre                            | Rôle           |
| ----- | -------------------------------- | -------------- |
| 2001  | The Way She Moves                | Flower Girl    |
| 2007  | Love and Mary                    | Sara Pedersen  |
| 2013  | 2 Guns                           | Margie         |
| 2015  | Lazer Team                       | Mindy          |
| 2015  | Esprits sauvages                 | Kacie          |
| 2016  | Songe d'une nuit d'été hawaïenne | Hermione       |
| 2019  | Des vacances en enfer            | Ellie McCarthy |

### Séries télévisées
| Année     | Titre          | Rôle                  | Notes                                                                                 |
| --------- | -------------- | --------------------- | ------------------------------------------------------------------------------------- |
| 2001      | It's a Miracle | Brittany              | "Lost Little Girl" (saison 4 : épisode 16)                                            |
| 2003      | I'm with Her   | Alex (jeune)          | "Alex Misses the Boat" (saison 1 : épisode 8)                                         |
| 2008      | Chuck          | Jenny Burton (petite) | "Le compte Cheik" (saison 2 : épisode 10)                                             |
| 2009      | True Jackson   | Cammy                 | "True Intrigue" (saison 1 : épisode 15) "Amanda Hires a Pink" (saison 1 : épisode 16) |
| 2009      | The Wannabes   | L'étudiante en ballet | "The Wannabes Are Gonna Be" (saison 1 : épisode 1)                                    |
| 2010      | Shake It Up    | Destiny               | "Hook It Up" (saison 1 : épisode 8)                                                   |
| 2011-2014 | Section Genius | Paisley Houndstooth   | Rôle Récurrent                                                                        |
| 2014      | Suburgatory    | Savannah              | "Dallas, avant Dallas" (Saison 3 : épisode 9)                                         |

## Remarque
Elle connaissait l'acteur de Flynn dans Shake It Up car ils venaient de la même ville (Houston) elle a été très surprise de le retrouver sur le tournage.